# Julia Herr
Julia Herr, né le 28 novembre 1992 à Sigleß, est une femme politique autrichienne, membre du Parti social-démocrate d'Autriche (SPÖ). Elle est députée au Conseil national depuis le 23 octobre 2019.

## Parcours politique

### Jeunesse socialiste d’Autriche
Julia Herr est élue le 2 mai 2014 à la tête de la Jeunesse socialiste d’Autriche, devenant la première femme présidente du mouvement de jeunesse du Parti social-démocrate d'Autriche. Elle obtient 54% des suffrages face à Fiona Kaiser.
Elle est réélue au 36ème congrès de 2016 avec 82,72% des suffrages et au 37ème congrès de 2018 avec 87,07% des suffrages.
Élue au Conseil national, Herr ne se représente pas pour un quatrième mandat et Paul Stich lui succède au congrès de 2020 .

### Au Conseil national
Après deux échecs aux élections législatives de 2017 et aux européennes de 2019, Julia Herr est désignée tête de liste dans l’arrondissement viennois de Penzing. Elle est finalement élue députée au Conseil national lors des élections législatives de 2019.